# Богородицьке (Горшеченський район)
Богородицьке (рос. Богородицкое) — село в Горшеченському районі Курської області Російської Федерації.
Населення становить 223 особи. Входить до складу муніципального утворення селище Горшечне.

## Історія
Населений пункт розташований на території українського етнічного та культурного краю Східна Слобожанщина.
Від 2004 року входить до складу муніципального утворення селище Горшечне.

## Населення
| 2002 | 2010 | 2014 | 2016 | 2017 | 2018 | 2019 |
| ---- | ---- | ---- | ---- | ---- | ---- | ---- |
| 474  | ↘336 | ↘293 | ↘264 | ↘241 | ↘224 | ↘219 |
| 2020 | 2021 |      |      |      |      |      |
| ↘207 | ↗223 |      |      |      |      |      |